# 90 mm/50 Mod. 1938/1939
90 mm/50 Mod. 1938/1939 e корабно зенитно оръдие с калибър 90 mm разработено и произвеждано в Италия. Състои на въоръжение в Кралските ВМС на Италия. Оръдието е проектирано от компанията Ansaldo, също така се произвежда по лиценз от компанията OTO. Разликите между моделите са незначителни. Най-съвършеното зенитно оръдие в италианския флот в периода на Втората световна война. Използва се на линейните кораби от типа „Андреа Дория“ и „Литорио“. Като цяло, се показва недостатъчно ефективно, като средство за ПВО на линкорите. На базата на това оръдие е разработено 90 mm/53 зенитно оръдие за сухопътните войски и частите на ПВО, състоящо на въоръжение до началото на 1950-те години.

## Конструкция
90 mm зенитно оръдие се разработва от компанията Ansaldo в края на 1930-те години за замяна на стандартното среднокалибрено зенитно оръдие на флота 100 mm/47 OTO Mod. 1928, което вече не съответства на изискванията на новото време, особено по скорострелност и скорост на насочване. Първите образци на оръдието са готови към 1938 г. и през същата година са поставени на броненосния крайцер „Сан Джорджо“. Изпитанията преминават доста удовлетворително и е решено тези оръдия да се поставя на модернизируемите линкори „Андреа Дориа“ и най-новите линкори „Литорио“. Освен това е планирано с тях да се въоръжат и планираните за строеж леки крайцери от типа „Констанцо Чано“.